# Лисицки, Сабина
Сабина Катарина Лисицки (нем. Sabine Katharina Lisicki; родилась 22 сентября 1989 года в Тройсдорфе, ФРГ) — немецкая теннисистка, обладательница мирового рекорда в скорости подачи среди женщин. Двукратная финалистка Уимблдонского турнира (по разу в одиночном и парном разрядах); победительница восьми турниров WTA (четыре — в одиночном разряде); финалистка Кубка Федерации (2014) в составе национальной сборной Германии.

## Общая информация
Родителей Сабины зовут Элизабет и Рихард. Отец имеет немецкие и польские корни. Мать польские.
Сабина начала заниматься теннисом с семи лет, когда родители привели её в теннисную секцию (отец до сих пор помогает ей в тренировочном процессе); лучший элемент игры — подача.

## Спортивная карьера
Первые годы
В юниорские годы Лисицки не добилась особо значимых успехов: в старшем туре она смогла добраться лишь до места в первой сотне рейтинга, а её самый значимый успех на крупных турнирах серии приходится на одиночный приз Eddie Herr International 2005 года, где немка добралась до полуфинала, переиграв Каролину Возняцки и Александру Дулгеру. Вскоре после этого — всего в 16 лет — Сабина сосредоточилась на выступлениях во взрослом туре.
Дебют немки в протуре произошёл чуть раньше — в 2004 году она провела свои первые матчи на европейских 10-тысячниках и добилась своего первого финала на подобном уровне — в паре. Год спустя Лисицки уже пробовала играть более крупные турниры и несколько раз даже отметилась в квалификации турниров WTA, куда смог достать специальные приглашения её менеджмент. Постепенно Сабина набиралась опыта в играх на подобном уровне и хоть и не показывала особо стабильных результатов, но раз за разом могла выдать хорошие игры в матчах с игроками из первой сотни рейтинга, с коими ей иногда удавалось встречаться, а в мае 2006 года одержала и первую победу — в отборе турнира в Стамбуле пройдя Кристину Бранди.
В 2007 году немка заметно стабилизировала свои выступления, побывав за год сразу в четырёх финалах одиночных соревнований (трижды — на 25-тысячниках и один раз — на 50-тысячнике) и к Australian Open-2008 смогла набрать достаточный рейтинг, чтобы впервые сыграть в квалификации турниров Большого шлема. Полученный шанс был удачно реализован — Сабина с минимальными проблемами прошла отбор, а затем и выиграла два матча в основной сетке, попутно выбив из соревнований Динару Сафину, бывшую посеянной там шестнадцатой. Далее немка продолжила играть квалификации турниров WTA, а в марте удачно воспользовалась специальным приглашением в основную сетку крупного турнира в Майами, пробившись там в четвёртый раунд и выбив из сетки пятую ракетку турнира — Анну Чакветадзе. Следующие несколько месяцев Сабина продолжила понемногу укреплять свой рейтинг, а осенью ей удалось и впервые побывать в финале турнира WTA: на небольшом турнире в Ташкенте, где в полуфинале она обыграла Пэн Шуай, но в матче за титул оказалась слабее Сораны Кырсти. Рост стабильности в том году оказался настолько велик, что за сезон Лисицки улучшила свой рейтинг на 183 позиции, войдя в Top60.
Через год постепенный прогресс продолжился — Сабина смогла защитить свои прошлогодние завоевания и к US Open попала в группу сеянных участниц, войдя в Top30. В начале сезона была удачно сыграна серия турниров в США, где немка отметилась в полуфинале турнира в Мемфисе, переиграв Луцию Шафаржову, вскоре — во время грунтовой серии — пришёл и первый титул: Лисицки стала сильнейшей на турнире в Чарлстоне, последовательно оказавшись сильнее трёх сеянных участниц — Винус Уильямс, Марион Бартоли и Каролины Возняцки. Последующий европейский грунтовый сезон прошёл без серьёзных успехов, но к Уимблдону Сабина вновь вышла на пик готовности, добравшись на британских кортах до своего первого четвертьфинала на турнирах Большого шлема и лишив местное соревнование двух игроков Top10 — всё той же Возняцки и Светланы Кузнецовой. До конца сезона немка ещё раз побывала в финале одиночного соревнования ассоциации — в Люксембурге, уступив титул Тимее Бачински.
2009-12
Всё больше матчей на элитном уровне стали постепенно сказываться на здоровье Лисицки, которая с конца 2009 года стала всё чаще получать различные травмы — слабым местом оказалась лодыжка: первые проблемы проявились на US Open-2009, где Сабина неудачно упала в последнем розыгрыше матча против Анастасии Родионовой, а после повторения проблем на двух турнирах в марте 2010 года немка на пять месяцев взяла паузу в выступлениях. Вернувшись в тур, она долгое время не могла вернуть прежнее качество результатов, опустившись в третью сотню рейтинга. Первые изменения к лучшему начались лишь во время весеннего грунтового сезона-2011, когда Лисицки сначала обыграла Марион Бартоли (в Чарлстоне), а затем Ли На (в Штутгарте). Неудачи в одиночке позволили больше играть в парных турнирах — в том же баден-вюртембергском соревновании Лисицки завоевала свой первый в протуре парный титул, играя в дуэте с Самантой Стосур.

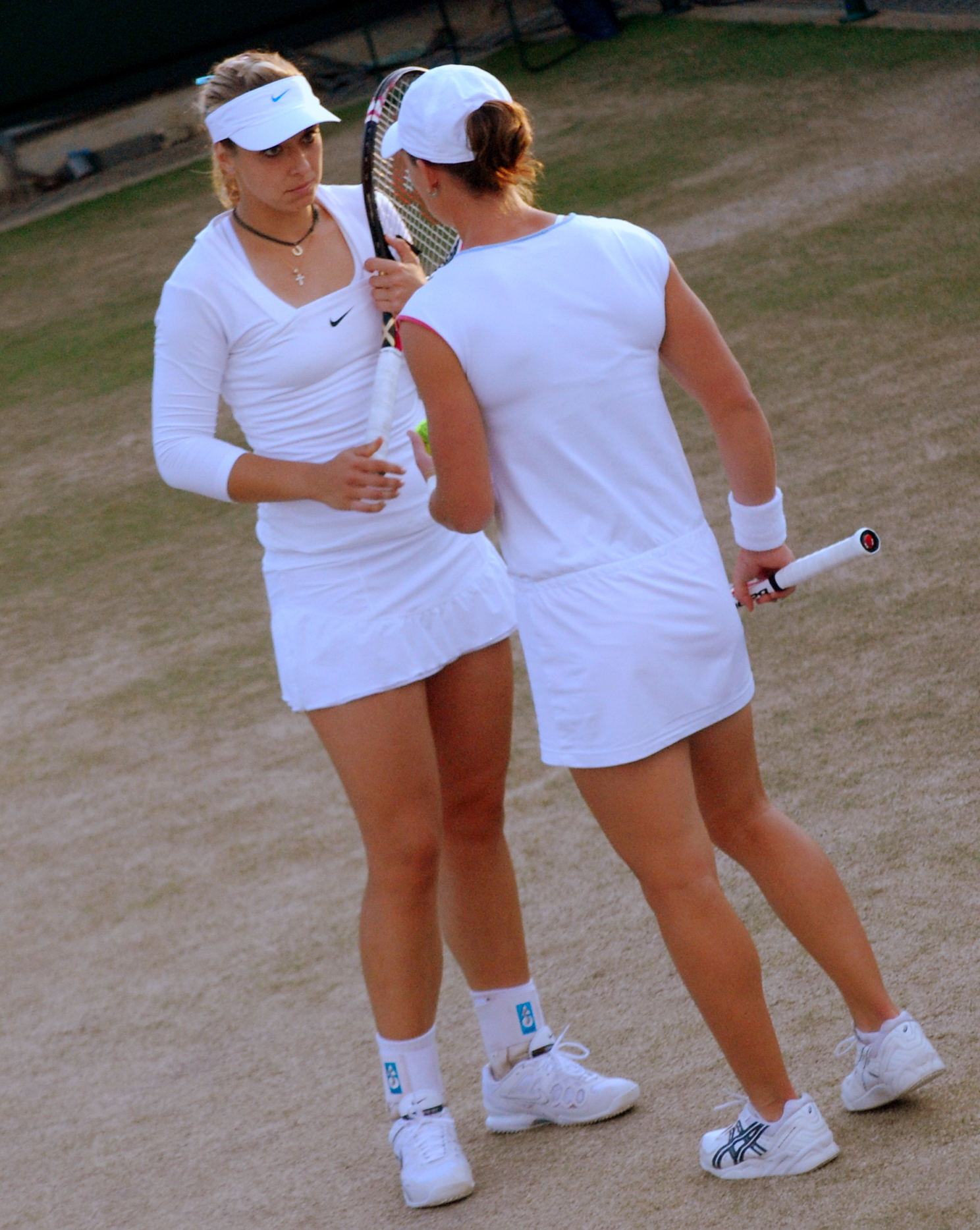
Сабина и Саманта Стосур на кортах Уимблдона. 2011 год.

В конце мая немка со второй попытки прошла квалификацию на турнире Большого шлема — преодолев отбор на Roland Garros; а следом были проведены несколько сверхуспешных недель во время травяного сезона: Сабина сначала выиграла свой второй титул WTA (в Бирмингеме), а затем две недели одинаково хорошо играла одиночный и парный приз на Уимблдоне, в итоге дойдя до полуфинала в первом (попутно переиграв Ли На и Марион Бартоли) и титульного матча во втором (альянс со Стосур, среди прочих, взял верх над парами Шведова / Кинг и Петрова / Родионова). Летом удачная серия продолжилась — Лисицки добралась до полуфинала в Стэнфорде и четвертьфинала в Карлсбаде, а после небольшой паузы выиграла второй в сезоне титул (в Грейпвайне, отдав за пять матчей соперницам лишь 13 геймов). Ударный отрезок был завершён выходом в четвёртый раунд на US Open. Осенью особых результатов показать не удалось, но серия летних успехов в итоге позволила немке не только отыграть все потерянные позиции, но и впервые завершить год в Top20.
Следующий сезон прошёл менее ярко, а достаточно частые неудачные игры не позволили Лисицки удержаться в Top32. В январе Сабина отметилась в четвёртом круге Australian Open, в марте дошла до этой же стадии на крупном турнире в Майами, а в июне вновь неплохо провела Уимблдон — на этот раз добравшись до четвертьфинала. Летом Сабина остановилась в шаге от олимпийской медали — играя турнир смешанных пар она вместе с Кристофером Касом добралась до полуфинала, но проиграла обе свои игры за медали — сначала паре Маррей / Робсон, а затем — Реймонд / Майку Брайану. В оставшийся период сезона парные результаты превалировали над одиночными — в августе немка вместе с Пэн Шуай добралась до четвертьфиналов на Rogers Cup и US Open, а в сентябре вместе с той же Реймонд отметилась в полуфинале в Токио.
2013-14
В 2013 году удалось прибавить в качестве результатов: Лисицки вернулась в Top20, сыграв по ходу сезона сразу в трёх финалах. Участие в трёх титульных матчах, впрочем, не принесло ни одной победы — в феврале Сабина сначала уступила в Паттайе Марии Кириленко, а затем снялась в этой же стадии в Мемфисе, выиграв из первых семи геймов у Марины Эракович лишь один. Март прошёл без особых успехов, но в апреле немка вновь неплохо отыграла зальный турнир в Штутгарте, дойдя до четвертьфинала в одиночном соревновании и защитив титул в паре (теперь вместе с Моной Бартель). В мае — июне Лисицки без особого блеска отыграла серию соревнований на грунте и траве, подойдя к пику готовности на Уимблдоне, где в этот раз Сабина добралась до титульного матча одиночного турнира, переиграв Серену Уильямс и Агнешку Радваньскую и уступив Марион Бартоли. Летний хардовый сезон прошёл в попытках решить небольшие проблемы с запястьем и вновь вернуться к идеальной готовности. Большинство турниров прошли без особого успеха, и лишь в конце года немка отметилась в полуфинале на соревновании в Люксембурге.
Проблемы с готовностью привели к перестановкам в тренерском штабе: в 2014 году Сабина попробовала работать с Мартиной Хингис; быстрого результата этот ход не дал, а локальные проблемы со здоровьем продолжились. Польза от альянса проявилась в марте, когда европейки попробовали для увеличения игровой практики Сабины сыграть вместе на связке американских супертурниров: в Индиан-Уэллсе они уступили уже на старте, но следом в Майами взяли титул, переиграв в решающем матче Елену Веснину и Екатерину Макарову. Проработав вместе до середины июня Мартина и Сабина приняли решение расстаться, хотя в будущем ещё несколько раз сыграли в паре. Смена тренера привела к локальному всплеску результатов: на Уимблдоне Лисицки впервые за долгое время пробилась в четвертьфинал одиночного соревнования, а в дальнейшем чуть улучшила стабильность своих выступлений; в сентябре впервые за три года удалось выиграть одиночный титул на соревновании ассоциации — немка стала сильнейшей на соревновании в Гонконге, справившись в финале с Каролиной Плишковой.
2015
Неудачи первой половины сезона-2014 удалось частично компенсировать через год: январь принёс парный титул в Брисбене, март — полуфинал и четвертьфинал на одиночных соревнованиях в Индиан-Уэллсе и Майами, очки за которые вернули Сабину в Top20.
2018
На Открытом чемпионате Тайваня по теннису, в начале февраля, немецкая спортсменка дошла до полуфинала, где уступила украинке Катерине Козловой.
Выступления за сборную
На волне первых же крупных успехов во взрослом туре Лисицки стали привлекать в различные национальные сборные Германии: с 2008 года она регулярно играет за команду в Кубке Федерации, балансируя вместе с ней на грани первой и второй мировых групп турнира. Свой дебют в этом соревновании Сабина отметила победой над Линдсей Дэвенпорт — в проигранном немками четвертьфинале турнира. Также на счету Лисицки два участия в кубке мира ITF среди смешанных пар — Кубке Хопмана: в 2009 и 2010 годах немцы завершали выступления уже на групповой стадии, а партнёрами Сабины выступали Николас Кифер и Филипп Кольшрайбер.

## Рейтинг на конец года
| Год  | Одиночный рейтинг | Парный рейтинг |
| 2017 | 245               | 405            |
| 2016 | 93                | 104            |
| 2015 | 32                | 85             |
| 2014 | 27                | 72             |
| 2013 | 15                | 71             |
| 2012 | 37                | 55             |
| 2011 | 15                | 45             |
| 2010 | 179               |                |
| 2009 | 23                |                |
| 2008 | 54                | 145            |
| 2007 | 237               | 474            |
| 2006 | 497               |                |
| 2005 | 437               |                |
| 2004 | 951               |                |

## Выступления на турнирах

### Финалы турниров Большого шлема в одиночном разряде (1)

#### Поражения (1)
| №  | Год  | Турнир   | Покрытие | Соперница в финале | Счёт    |
| 1. | 2013 | Уимблдон | Трава    | Марион Бартоли     | 1-6 4-6 |

### Финалы турнировWTAв одиночном разряде (9)

#### Победы (4)
| Легенда: До 2009 года       | Легенда: С 2009 года    |
| --------------------------- | ----------------------- |
| Турниры Большого Шлема (0)  |                         |
| Олимпиада (0)               |                         |
| Итоговый чемпионат года (0) |                         |
| 1-я категория (0)           | Premier Mandatory (0+1) |
| 2-я категория (0)           | Premier 5 (0)           |
| 3-я категория (0)           | Premier (1+3)           |
| 4-я категория (0)           | International (3)       |
| 5-я категория (0)           | International (3)       |

| Титулы по покрытиям | Титулы по месту проведения матчей турнира |
| ------------------- | ----------------------------------------- |
| Хард (2+2)          | Зал (0+2)                                 |
| Грунт (1+2)         | Зал (0+2)                                 |
| Трава (1)           | Открытый воздух (4+2)                     |
| Ковёр (0)           | Открытый воздух (4+2)                     |

| №  | Дата             | Турнир                    | Покрытие | Соперница в финале | Счёт    |
| 1. | 13 апреля 2009   | Чарлстон, США             | Грунт    | Каролина Возняцки  | 6-2 6-4 |
| 2. | 6 июня 2011      | Бирмингем, Великобритания | Трава    | Даниэла Гантухова  | 6-3 6-2 |
| 3. | 22 августа 2011  | Грейпвайн, США            | Хард     | Араван Резаи       | 6-2 6-1 |
| 4. | 14 сентября 2014 | Гонконг                   | Хард     | Каролина Плишкова  | 7-5 6-3 |

#### Поражения (5)
| №  | Дата             | Турнир              | Покрытие | Соперница в финале | Счёт           |
| 1. | 29 сентября 2008 | Ташкент, Узбекистан | Хард     | Сорана Кырстя      | 6-2 4-6 6-7(4) |
| 2. | 19 октября 2009  | Люксембург          | Хард(i)  | Тимея Бачински     | 2-6 5-7        |
| 3. | 3 февраля 2013   | Паттайя, Таиланд    | Хард     | Мария Кириленко    | 7-5 1-6 6-7(1) |
| 4. | 23 февраля 2013  | Мемфис, США         | Хард(i)  | Марина Эракович    | 1-6 — отказ    |
| 5. | 6 июля 2013      | Уимблдон            | Трава    | Марион Бартоли     | 1-6 4-6        |

### Финалы турнировITFв одиночном разряде (5)

#### Победы (3)
| Легенда:        |
| --------------- |
| 100.000 USD (0) |
| 75.000 USD (0)  |
| 50.000 USD (1)  |
| 25.000 USD (2)  |
| 10.000 USD (0)  |

| Титулы по покрытиям | Титулы по месту проведения матчей турнира |
| ------------------- | ----------------------------------------- |
| Хард (3)            | Зал (3)                                   |
| Грунт (0)           | Зал (3)                                   |
| Трава (0)           | Открытый воздух (0)                       |
| Ковёр (0)           | Открытый воздух (0)                       |

| №  | Дата            | Турнир                 | Покрытие | Соперница в финале | Счёт              |
| 1. | 14 октября 2007 | Джерси, Великобритания | Хард(i)  | Петра Мартич       | 6-3 6-4           |
| 2. | 11 ноября 2007  | Торонто, Канада        | Хард(i)  | Мария-Жосе Аржери  | 6-4 6-4           |
| 3. | 12 ноября 2023  | Калгари, Канада        | Хард(i)  | Стейси Фанг        | 7-6(2) 6-7(5) 6-3 |

#### Поражения (2)
| №  | Дата             | Турнир          | Покрытие | Соперница в финале         | Счёт        |
| 1. | 18 февраля 2007  | Сагеней, Канада | Хард(i)  | Анжелика Кербер            | 3-6 4-6     |
| 2. | 23 сентября 2007 | Мадрид, Испания | Хард     | Мария Хосе Мартинес Санчес | 2-6 6-3 3-6 |

### Финалы турниров Большого шлема в парном разряде (1)

#### Поражения (1)
| №  | Год  | Турнир   | Покрытие | Партнёрша      | Соперницы в финале             | Счёт    |
| 1. | 2011 | Уимблдон | Трава    | Саманта Стосур | Катарина Среботник Квета Пешке | 3-6 1-6 |

### Финалы турнировWTAв парном разряде (5)

#### Победы (4)
| №  | Дата           | Турнир                 | Покрытие | Партнёрша      | Соперницы в финале                | Счёт           |
| 1. | 24 апреля 2011 | Штутгарт, Германия     | Грунт(i) | Саманта Стосур | Кристина Барруа Ясмин Вёр         | 6-1 7-6(5)     |
| 2. | 28 апреля 2013 | Штутгарт, Германия (2) | Грунт(i) | Мона Бартель   | Бетани Маттек-Сандс Саня Мирза    | 6-4 7-5        |
| 3. | 30 марта 2014  | Майами, США            | Хард     | Мартина Хингис | Екатерина Макарова Елена Веснина  | 4-6 6-4 [10-5] |
| 4. | 10 января 2015 | Брисбен, Австралия     | Хард     | Мартина Хингис | Каролин Гарсия Катарина Среботник | 6-2 7-5        |

#### Поражения (1)
| №  | Дата        | Турнир   | Покрытие | Партнёрша      | Соперницы в финале             | Счёт    |
| 1. | 2 июля 2011 | Уимблдон | Трава    | Саманта Стосур | Квета Пешке Катарина Среботник | 3-6 1-6 |

### Финалы турнировITFв парном разряде (2)

#### Поражения (2)
| №  | Дата            | Турнир              | Покрытие | Партнёрша      | Соперницы в финале                | Счёт     |
| 1. | 5 сентября 2004 | Мольерусса, Испания | Хард     | Нелли Меллар   | Карина-Илдор Якобсгард Эмили Труш | Без игры |
| 2. | 8 октября 2006  | Нант, Франция       | Хард(i)  | Ирэна Павлович | Ребекка Ллевеллин Мелани Саут     | 2-6 0-6  |

### Финалы командных турниров (1)

#### Поражения (1)
| №  | Год  | Турнир          | Команда                                            | Соперник в финале                                       | Счёт |
| 1. | 2014 | Кубок Федерации | Германия А.Петкович, А.Кербер, С.Лисицки, Ю.Гёргес | Чехия П.Квитова, Л.Шафаржова, А.Главачкова, Л.Градецкая | 1-3  |

## История выступлений на турнирах
По состоянию на 22 июня 2015 года
Для того, чтобы предотвратить неразбериху и удваивание счета, информация в этой таблице корректируется только по окончании турнира или по окончании участия там данного игрока.
| Турнир                 | 2008  | 2009          | 2010          | 2011          | 2012  | 2013          | 2014          | 2015          | Итог   | В/П за карьеру |
| ---------------------- | ----- | ------------- | ------------- | ------------- | ----- | ------------- | ------------- | ------------- | ------ | -------------- |
| Турниры Большого Шлема |       |               |               |               |       |               |               |               |        |                |
| Australian Open        | 3Р    | 2Р            | 2Р            | К             | 4Р    | 1Р            | 2Р            | 1Р            | 0 / 8  | 12-8           |
| Roland Garros          | 2Р    | 1Р            | -             | 2Р            | 1Р    | 3Р            | 2Р            | 3Р            | 0 / 7  | 10-7           |
| Уимблдон               | 1Р    | 1/4           | -             | 1/2           | 1/4   | Ф             | 1/4           |               | 0 / 6  | 23-6           |
| US Open                | 2Р    | 2Р            | 2Р            | 4Р            | 1Р    | 3Р            | 3Р            |               | 0 / 7  | 9-7            |
| Итог                   | 0 / 4 | 0 / 4         | 0 / 2         | 0 / 4         | 0 / 4 | 0 / 4         | 0 / 4         | 0 / 2         | 0 / 28 |                |
| В/П в сезоне           | 7-4   | 6-4           | 2-2           | 12-4          | 7-4   | 10-4          | 8-4           | 2-2           |        | 54-28          |
| Олимпийские игры       |       |               |               |               |       |               |               |               |        |                |
| Летняя олимпиада       | -     | Не проводился | Не проводился | Не проводился | 3Р    | Не проводился | Не проводился | Не проводился | 0 / 1  | 2-1            |

К — проигрыш в квалификационном турнире.
| Турнир                 | 2008  | 2009          | 2010          | 2011          | 2012  | 2013  | 2015  | Итог   | В/П за карьеру |
| ---------------------- | ----- | ------------- | ------------- | ------------- | ----- | ----- | ----- | ------ | -------------- |
| Турниры Большого Шлема |       |               |               |               |       |       |       |        |                |
| Australian Open        | -     | -             | 1Р            | -             | -     | -     | -     | 0 / 1  | 0-1            |
| Roland Garros          | 1Р    | -             | -             | -             | -     | 3Р    | 1Р    | 0 / 3  | 2-3            |
| Уимблдон               | -     | 2Р            | -             | Ф             | 3Р    | -     |       | 0 / 3  | 8-2            |
| US Open                | 2Р    | -             | -             | 1Р            | 1/4   | -     |       | 0 / 3  | 4-3            |
| Итог                   | 0 / 2 | 0 / 1         | 0 / 1         | 0 / 2         | 0 / 2 | 0 / 1 | 0 / 1 | 0 / 10 |                |
| В/П в сезоне           | 1-2   | 1-1           | 0-1           | 5-2           | 5-1   | 2-1   | 0-1   |        | 14-9           |
| Олимпийские игры       |       |               |               |               |       |       |       |        |                |
| Летняя олимпиада       | -     | Не проводился | Не проводился | Не проводился | 2Р    | НП    | НП    | 0 / 1  | 1-1            |